# Rombout Verhulst

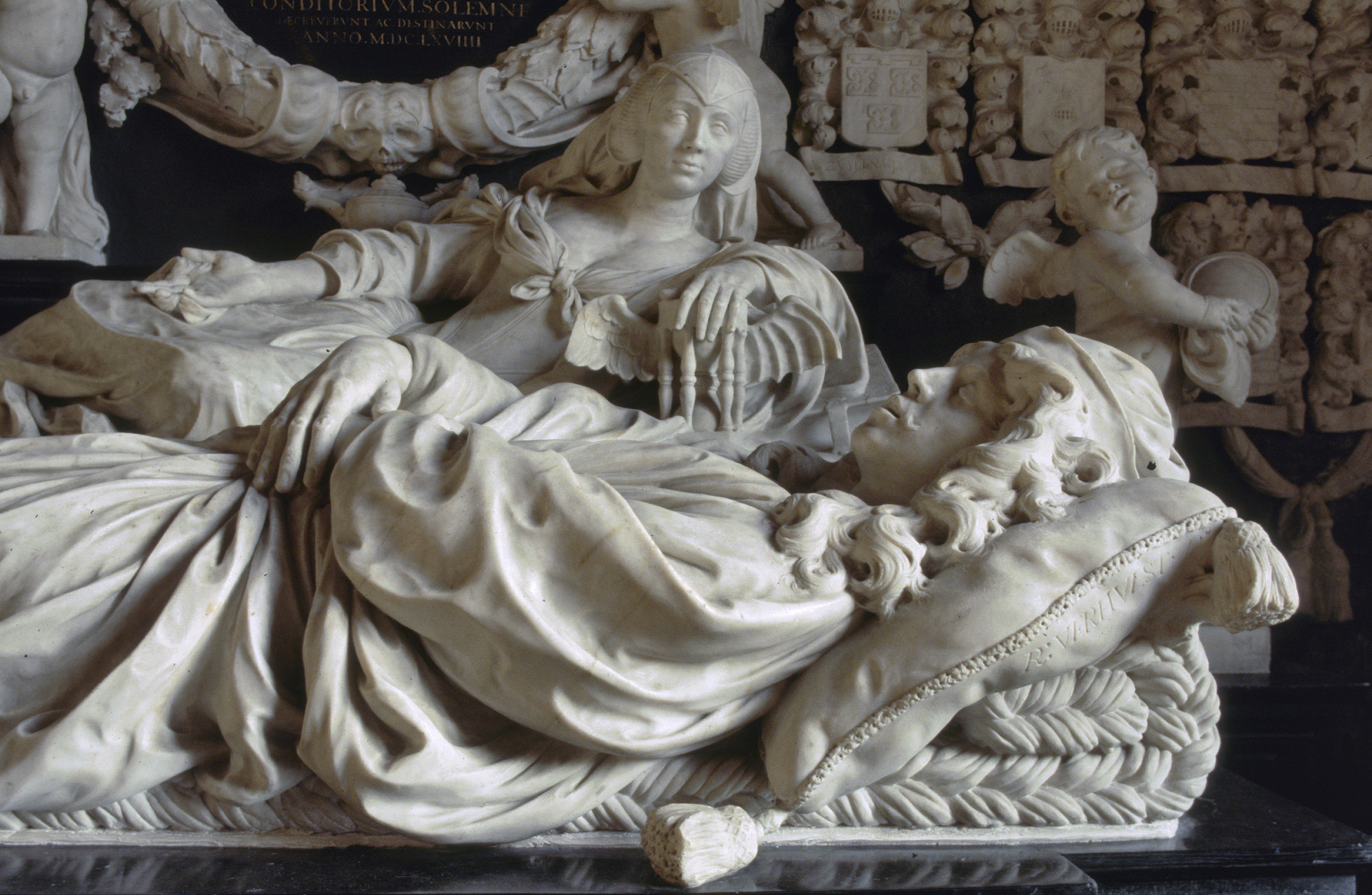
Mausoleo de Carel Hieronymus de Inn- y Kniphuisen (1665-1669)

Rombout Verhulst (Malinas, 15 de enero de 1624 – La Haya, 27 de noviembre de 1698) fue un escultor y dibujante flamenco del periodo barroco que trabajo principalmente en Holanda.

## Biografía
Tras un periodo de formación en su ciudad natal en 1646 se traslada a Ámsterdam donde entra a colaborar con el escultor flamenco Artus Quellinus en la decoración del ayuntamiento de la ciudad. Dada su habilidad como retratista logró hacerse con una selecta clientela que le encargo bustos y sepulcros. En 1658 trabaja en Leyden y unos años después, en 1663, se establece en La Haya donde entró a formar parte de la Guilda de San Lucas, el gremio de escultores y pintores.
Verhulst es conocido por sus monumentos funerarios pero también destacó en los retratos, produjo estatuas para jardines y trabajó la talla de marfil. Entre los monumentos funerarios que realizó destacan el de Michiel de Ruyter, el Mausoleo de Willem Van Lyere y María Reigersberch (1663) en la iglesia del pueblo de Katwijk aan den Rijn y el Mausoleo de Carel Hieronymus de Inn- y Kniphuisen (1665-1669) en la Iglesia de Midwolde.